# Arjen de Baat
Arjen de Baat (Dordrecht, 2 oktober 1986) is een Nederlands voormalig wielrenner. 

## Biografie
De Baat is een zoon van voormalig wielrenster Nita van Vliet, een broer van wielrenster Kim de Baat en een neef van voormalig wielrenner Teun van Vliet.
Bij de jeugd werd De Baat derde in de Omloop Het Volk voor junioren en behaalde hij brons op het Nederlands kampioenschap bij de beloften. In 2006 ging hij voor het Rabobank Continental Team rijden. In 2007 volgde weer een mooie podiumplaats (2e) op het NK, waarna hij op 2 augustus 2007 vertrok bij Rabobank en naar het Spaanse Camargo-Roper ging. Ook dit was geen succes en na nog een jaartje in Nederland bij Van Vliet-EBH Elshof zette De Baat een punt achter zijn professionele loopbaan. Hij behaalde geen professionele overwinningen.